# Bilice (Bośnia i Hercegowina)
Bilice (cyr. Билице) – wieś w Bośni i Hercegowinie, w Republice Serbskiej, w gminie Kotor Varoš. W 2013 roku liczyła 21 mieszkańców.